# 1936年ガルミッシュ・パルテンキルヘンオリンピックのアメリカ合衆国選手団
1936年ガルミッシュ・パルテンキルヘンオリンピックのアメリカ合衆国選手団（1936ねんガルミッシュ・パルテンキルヘンオリンピックのアメリカがっしゅうこくせんしゅだん）は、1936年2月6日から2月16日までドイツのガルミッシュ＝パルテンキルヒェンで開催された冬季オリンピックのアメリカ合衆国選手団、およびその競技結果。

## メダル
| メダル | 選手名 | 競技             | 種目        |
| ------ | --- | ---------------- | ----------- |
| 金     | イヴァン・ブラウン アラン・ウォッシュボンド | ボブスレー       | 男子2人乗り |
| 銅     | レオ・フライジンガー | スピードスケート | 男子500m    |
| 銅     | ギルバート・コルゲート リチャード・ローレンス | ボブスレー       | 男子2人乗り |
| 銅     | ジョン・ギャリソン オーガスト・カマー フィリップ・ラ・バテ ジョン・ラックス トーマス・ムーン エルドリッジ・ロス ポール・ロウ フランシス・ショネシー ゴードン・スミス フランシス・スペイン フランク・スタッブス | アイスホッケー   | 男子        |

## スキー

### アルペン
- ディック・デュランス
  - 男子複合：10位
- ジョージ・ページ
  - 男子複合：13位
- ロバート・リブモア
  - 男子複合：23位
- リンク・ワシュバム
  - 男子複合：途中棄権
- エリザベス・ウールセイ
  - 女子複合：19位
- ヘレン・ボウトン＝レイ
  - 女子複合：21位
- クラリタ・ヒース
  - 女子複合：27位
- メアリー・バード
  - 女子複合：途中棄権

### クロスカントリー
- カール・マグヌス・サトレ
  - 男子18km：34位
  - 男子50km：18位
- ベーガー・トリッセン
  - 男子18km：45位
  - 男子50km：27位
- リチャード・パーソンズ
  - 男子18km：46位
  - 男子50km：29位
- ウォーレン・シヴァーズ
  - 男子18km：48位
- ニルス・バックストーム
  - 男子50km：33位
- アメリカチーム
  - 男子4×10kmリレー：11位

### ノルディック複合
- カール・マグヌス・サトレ
  - 男子個人：27位
- ベーガー・トリッセン
  - 男子個人：28位
- エドワード・ブロッド
  - 男子個人：37位
- パウル・オター・サトレ
  - 男子個人：44位

### ジャンプ
- スヴェレ・フレッドハイム
  - 男子ノーマルヒル：11位
- カスパー・オイモン
  - 男子ノーマルヒル：13位
- ロイ・ミケルセン
  - 男子ノーマルヒル：23位
- ウォルター・ビエティラ
  - 男子ノーマルヒル：30位

## スケート

### スピードスケート
- デルバート・ランブ
  - 男子500m：5位
- レオ・フライジンガー
  - 男子500m：銅メダル
  - 男子1500m：4位
- アラン・ポッツ
  - 男子500m：6位
  - 男子1500m：32位
- ロバート・ピーターセン
  - 男子500m：11位
  - 男子1500m：17位
  - 男子5000m：11位
  - 男子10000m：棄権
- エディ・シュローダー
  - 男子1500m：12位
  - 男子5000m：15位
  - 男子10000m：8位

### フィギュアスケート
- ロビン・リー
  - 男子シングル：12位
- アール・ライター
  - 男子シングル：13位
- ジョージ・ヒル
  - 男子シングル：23位
- マリベル・ビンソン
  - 女子シングル：5位
- オードリー・ペッペ
  - 女子シングル：12位
- ルイーズ・ウェイゲル
  - 女子シングル：21位
- エステル・ウェイゲル
  - 女子シングル：22位
- マリベル・ビンソン&ジョージ・ヒル
  - ペア：5位
- グレース・マッデン&ジェームス・レスター・マッデン
  - ペア：11位

## アイスホッケー
- 男子：銅メダル

| 予選リーグB組：2勝1敗   |   |   |   |   |   |                  |
| アメリカ合衆国          | ○ | 1 | - | 0 | ● | ドイツ           |
| アメリカ合衆国          | ○ | 3 | - | 0 | ● | スイス           |
| アメリカ合衆国          | ● | 1 | - | 2 | ○ | イタリア         |
| 準決勝B組：3勝          |   |   |   |   |   |                  |
| アメリカ合衆国          | ○ | 2 | - | 0 | ● | チェコスロバキア |
| アメリカ合衆国          | ○ | 1 | - | 0 | ● | オーストリア     |
| アメリカ合衆国          | ○ | 2 | - | 1 | ● | スウェーデン     |
| 決勝ラウンド：1勝1敗1分 |   |   |   |   |   |                  |
| アメリカ合衆国          | ○ | 2 | - | 0 | ● | チェコスロバキア |
| アメリカ合衆国          | △ | 0 | - | 0 | △ | イギリス         |
| アメリカ合衆国          | ● | 0 | - | 1 | ○ | カナダ           |

## ボブスレー
- アメリカチーム
  - ボブスレー男子2人乗り：金メダル
  - ボブスレー男子2人乗り：銅メダル